# Mária Podhradská
Mária Podhradská (ur. 2 lipca 1975 w Bratysławie) – słowacka piosenkarka i aktorka.
Jako dziecko była związana z Bratysławskim Chórem Dziecięcym. Później śpiewała w zespole Lúčnica.
Była współzałożycielką zespołu Atlanta, z którym nagrała trzy płyty.
W 2013 roku otrzymała nagrodę SOZA (Slovenský ochranný zväz autorský) za najlepiej sprzedający się tytuł w kategorii nagranie audiowizualne za Spievankovo.

## Dyskografia
- 2001: „Práve preto – Rozhodnuté“ – singel CD
- 2003: Rozhodnuté – LUX EAN 8586005845027, CD[3]
- 2007: Bolo ako bude – Tonada
- 2008: Veselá angličtina pre deti – Tonada EAN 8 588003 591081, CD
- 2009: Veselá angličtina pre deti 2 – Tonada EAN 8 588003 591081, CD
- 2010: Veselá angličtina pre deti 3 – Tonada, CD

Z grupą Atlanta
- 1996: Dlhý príbeh
- 1997: Miesto na zemi
- 1999: Krídla v daždi – Lux Media LM 0018-2-331, CD
- 2002: ...vianočne – Atlanta i Kompromis – LUX  LM 0025-2-331, CD
- 2004: Zopár viet – studio LUX LM 0035-2-331, CD

Z Richardem Čanakim, Spievankovo
- 2002: Mária Podhradská a Richard Čanaky – deťom, ľudové piesne pre najmenšie deti – Lux communication, CD
- 2004: deťom 2 – Ľudové piesne – Lux communication, CD
- 2005: deťom 3 – Anglické piesne pre deti – Lux communication, CD
- 2006: deťom 4 – Veselé kresťanské ukazovačky – Studio Lux LM 0042-2-431, Lux communication, CD
- 2006: deťom 5 – Piesne pre deti – Tonada, CD
- 2007: Uspávanky do postieľky – Tonada, CD
- 2007: Vianočné piesne (nielen) pre deti – Tonada, CD
- 2007: Vianočné piesne – hudobné podklady – Tonada, CD
- 2008: Pesničky pre detičky – Tonada, CD
- 2008: Rozprávky 1 – Tonada, CD
- 2009: Rozprávky 2 – Tonada, CD
- 2009: Spievankovo – Tonada R162 0019-9-731, DVD
- 2010: Pec nám spadla – české a slovenské piesne pre deti – Tonada, CD wraz z Jitką Molavcovą
- 2011: Spievankovo 2 – Tonada R162 0027-9-731, DVD
- 2011: Na diskotéke – Tonada R162 0028-2-331, CD
- 2012: Spievankovo 3 – Tonada R162 0030-9-331, DVD
- 2012: Rozprávky 3 – Tonada, CD
- 2013: Spievankovo, piesne z DVD Spievankovo a Spievankovo 2 – Tonada, CD
- 2013: Spievankovo 4, Veselá angličtina pre deti – Príbehy zajka Smejka a víly Nezábudky – Tonada R162 0031-9-331, bonusy – R162 0031-9-332 2DVD
- 2014: Na diskotéke 2 – Tonada, CD[4][5]
- 2014: Spievankovo, piesne z DVD Spievankovo 3 a Spievankovo 4 – Tonada, CD
- 2015: Rozprávky 4 – Tonada, CD
- 2015: Spievankovo 5, O povolaniach – Tonada R162 0033-9-331, bonusy – R162 0033-9-332, 2DVD
- 2016: Spievankovo, piesne z DVD Spievankovo 5 – Tonada, CD
- 2017: Spievankovo 6 a kráľovná Harmónia, Príbeh o hľadaní stratenej hudby – Tonada, DVD
- 2017: Spievankovo, piesne z DVD Spievankovo 6 a kráľovná Harmónia – Tonada, CD

Kompilacje
- 1999: Bez teba niet neba – Universal Music, CD – 02. „Na hrane“ – Mária Podhradská, 06. „Pesnička“ – Atlanta, 09. „Tváre“ – Mária Podhradská, 15. „Shout Alleluja“ – Atlanta.
- 2004: Bez teba niet neba II – LUX communication, CD – 01. „Zopár viet“ – Atlanta, 07. „Šachy viet“ –  – Mária Podhradská.
- Bez teba niet neba III – LUX communication, CD+DVD – 08. „O láske III“ – Atlanta -cd, 01. „O láske III“ – Atlanta -dvd.